# Heterocongrinae
Cá chình vườn hay còn gọi là phân họ Heterocongrinae là một phân họ cá chình của họ Congridae. Chúng phân bố ở Ấn Độ-Thái Bình Dương, Đông Thái Bình Dương và ở vùng Caribe Chúng là những con cá chình cỡ nhỏ, loài lớn nhất thì đạt 120 cm (47 in) nhưng phần lớn đều không qua nổi 60 cm (24 in) Các loài cá chình trong họ này có tập tính kỳ lạ là chôn thân dưới đáy cát và để phần đầu ngỏng lên.

## Species
Theo FishBase thì có khoảng 35 loài trong 02 chi:
- Gorgasia
  - Gorgasia barnesi B. H. Robison & Lancraft, 1984
  - Gorgasia cotroneii (D'Ancona, 1928)
  - Gorgasia galzini Castle & Randall, 1999
  - Gorgasia hawaiiensis Randall & Chess, 1980
  - Gorgasia inferomaculata (Blache, 1977)
  - Gorgasia japonica T. Abe, Miki & Asai, 1977
  - Gorgasia klausewitzi Quéro & Saldanha, 1995
  - Gorgasia maculata Klausewitz & Eibl-Eibesfeldt, 1959
  - Gorgasia naeocepaea (J. E. Böhlke, 1951)
  - Gorgasia preclara J. E. Böhlke & Randall, 1981
  - Gorgasia punctata Meek & Hildebrand, 1923
  - Gorgasia sillneri Klausewitz, 1962
  - Gorgasia taiwanensis K. T. Shao, 1990
  - Gorgasia thamani D. W. Greenfield & Niesz, 2004
- Heteroconger
  - Heteroconger balteatus Castle & Randall, 1999
  - Heteroconger camelopardalis (Lubbock, 1980)
  - Heteroconger canabus (G. I. McT. Cowan & Rosenblatt, 1974)
  - Heteroconger chapmani (Herre, 1923)
  - Heteroconger cobra J. E. Böhlke & Randall, 1981
  - Heteroconger congroides (D'Ancona, 1928)
  - Heteroconger digueti (Pellegrin, 1923)
  - Heteroconger enigmaticus Castle & Randall, 1999
  - Heteroconger hassi (Klausewitz & Eibl-Eibesfeldt, 1959)
  - Heteroconger klausewitzi (Eibl-Eibesfeldt & Köster, 1983)
  - Heteroconger lentiginosus J. E. Böhlke & Randall, 1981
  - Heteroconger longissimus Günther, 1870
  - Heteroconger luteolus D. G. Smith, 1989
  - Heteroconger mercyae G. R. Allen & Erdmann, 2009
  - Heteroconger obscurus (Klausewitz & Eibl-Eibesfeldt, 1959)
  - Heteroconger pellegrini Castle, 1999
  - Heteroconger perissodon J. E. Böhlke & Randall, 1981
  - Heteroconger polyzona Bleeker, 1868
  - Heteroconger taylori Castle & Randall, 1995
  - Heteroconger tomberua Castle & Randall, 1999
  - Heteroconger tricia Castle & Randall, 1999